# Hans-Ulrich Moritz
Hans-Ulrich Moritz (* 30. Juni 1952 in Berlin) ist ein deutscher Chemiker und Professor für Chemie an der Universität Hamburg.

## Leben
Moritz studierte von 1972 bis 1977 Chemie als Hauptfach und Allgemeine Betriebswirtschaftslehre als Nebenfach an der TU Berlin. Bei Karl-Heinz Reichert promovierte Moritz 1982 über die „Kontinuierliche Perlpolymerisation von Vinylacetat in einem gerührten Rohrreaktor“ am Lehrstuhl der Technischen Chemie der TU Berlin. 1988 folgte seine Habilitation über „Rechnergestützter Laborreaktor zur Emulsionspolymerisation von Vinylacetat“ im Fach Technische Chemie. Anschließend war Moritz Mitarbeiter des Kunststofflaboratoriums der BASF in Ludwigshafen. 1990 nahm er einen Ruf an die Universität Paderborn an, wo er als Professor im Fach Technische Chemie und Chemische Verfahrenstechnik tätig war. Seit 1996 ist er Professor für Technische und Makromolekulare Chemie an der Universität Hamburg.

## Wirken
Seine Spezialgebiete sind die Polymerisationstechnik und die chemische Sicherheitstechnik. In seiner Forschungsgruppe wurden Arbeiten zu mehrfachfunktionellen Initiatoren und zur Kinetik der Emulsionspolymerisation angefertigt.
Den zentralen Schwerpunkt der Polymerisationstechnik bilden Reaktoren mit Sekundärströmung. Hier sind gewickelte Rohrreaktoren und der Taylor-Reaktor hervorzuheben. So hat Hans-Ulrich Moritz Anteil daran, dass gewickelte Rohrreaktoren zunehmend Einzug in die Millireaktortechnik halten.
Moritz ist Mitglied der Gesellschaft Deutscher Chemiker, der Gesellschaft für Chemische Technik und Biotechnologie und des International Advisory Board Macromolecular Reaction Engineering. Gemeinsam mit der DECHEMA organisiert er im dreijährlichen Turnus den „International Workshop on Polymer Reaction Engineering“ und jährlich den Weiterbildungskurs „Polymerisationstechnik“. Gleichzeitig wirkt er im Rahmen von Process Net als Vorsitzender des Arbeitsausschusses „Reaktionstechnik sicherheitstechnisch schwieriger Prozesse“ und im „Unterrichtsausschuss für wissenschaftliche Hochschulen“. 